# Jean-Pierre Bouchard
Pour les articles homonymes, voir Bouchard.
 (juillet 2015).
Jean-Pierre Bouchard, né le 3 février 1955 à Sarlat, est un psychologue français.  

## Études et carrière professionnelle
Jean-Pierre Bouchard est docteur en psychologie de l'université Toulouse-Jean-Jaurès (2000) et en droit de l'université de Pau (1995) (les deux thèses traitent du parricide). Il est l’auteur de plusieurs publications spécialisées ou grand public[Lesquelles ?]. Il est également l'auteur et d’une proposition de réforme de la formation des psychologues ainsi que d'une proposition de réforme de l'expertise psychologique et de l'expertise psychiatrique judiciaires.
Il intervient épisodiquement sur BFMTV.[réf. nécessaire]